# French Open 1977
Wielkoszlemowy turniej tenisowy French Open w 1977 rozegrano w dniach 23 maja - 5 czerwca, na kortach im. Rolanda Garrosa w Paryżu.

## Zwycięzcy

### Gra pojedyncza mężczyzn
Guillermo Vilas -  Brian Gottfried 6–0, 6–3, 6–0

### Gra pojedyncza kobiet
Mima Jaušovec -  Florența Mihai 6–2, 6–7, 6–1

### Gra podwójna mężczyzn
Brian Gottfried /  Raúl Ramírez -  Wojciech Fibak /  Jan Kodeš 7–6, 4–6, 6–3, 6–4

### Gra podwójna kobiet
Regina Maršíková /  Pam Teeguarden -  Rayni Fox /  Helen Gourlay Cawley 5–7, 6–4, 6–2

### Gra mieszana
Mary Carillo /  John McEnroe def.  Florența Mihai /  Iván Molina 7–6, 6–3